# هارولد سيمونز
هارولد سيمونز (بالإنجليزية: Harold Simmons)‏ هو خبير مالي أمريكي، ولد في 13 مايو 1931 في Golden, Texas ‏ في الولايات المتحدة، وتوفي في 28 ديسمبر 2013 في دالاس في الولايات المتحدة.

## وصلات خارجية
- هارولد سيمونز على موقع إن إن دي بي (الإنجليزية)